# Francisco Marhuenda
Francisco «Paco» Marhuenda García (Barcelona, 12 de enero de 1961) es un periodista, profesor universitario y expolítico español, director desde 2008 del diario La Razón. Doctor en Derecho y licenciado en periodismo. Fue diputado del Grupo Parlamentario Popular en la v legislatura del Parlamento de Cataluña entre 1995 y 1996, posteriormente trabajó como asesor dentro del equipo de Mariano Rajoy durante el período de este último como ministro. Anteriormente, fue miembro del Comité Ejecutivo de las Juventudes de UCD y de su Consejo Político en Cataluña.

## Biografía
Francisco Marhuenda es doctor por la Facultad de Derecho de la Universidad San Pablo-CEU (departamento de Derecho Público, 1999) y licenciado en Periodismo , habiéndose dedicado también a la política. En febrero de 2008 fue nombrado director de La Razón por acuerdo del Consejo de Administración del diario. También es docente en la Universidad Rey Juan Carlos de Madrid. En 2011, obtuvo el XII premio internacional de historia del carlismo "Luis Hernando de Larramendi" con el trabajo titulado El estado carlista en la guerra civil de 1833 y 1840. En 2015, obtuvo un segundo doctorado con la tesis La libertad de prensa en España (1808-1975) por la Facultad de Humanidades y CC. de la Comunicación de la Universidad CEU San Pablo.

### Periodista

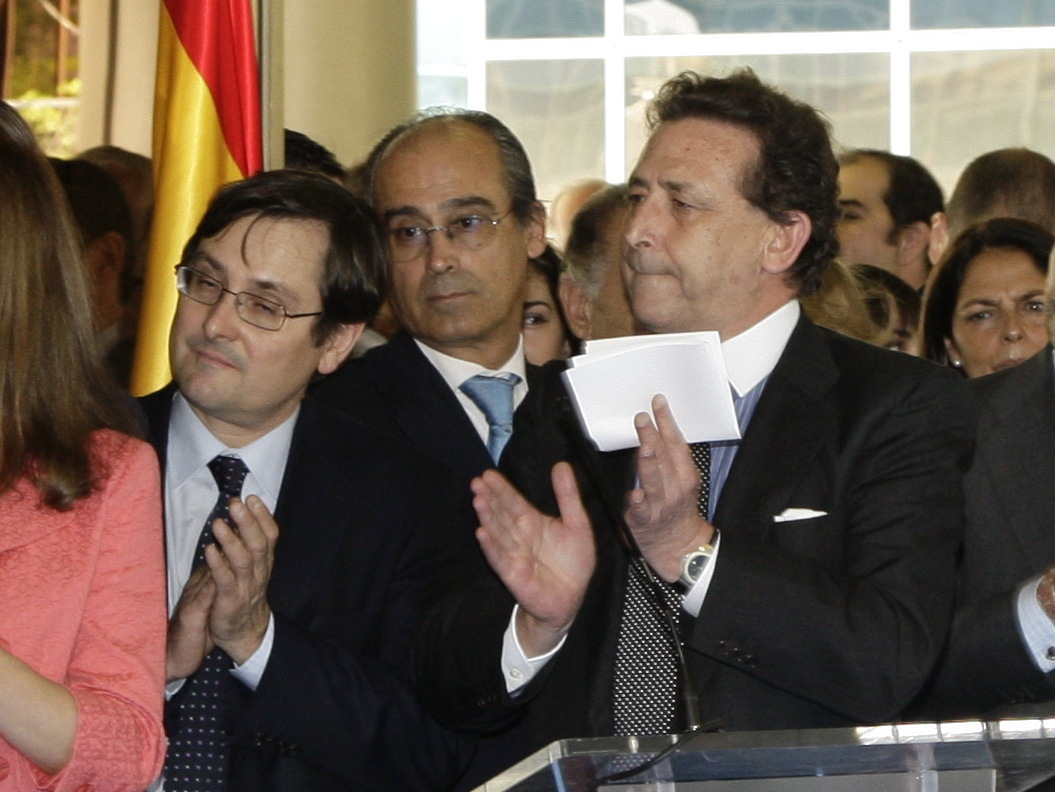
Marhuenda y Alfonso Ussía en la sede de La Razón en julio de 2008

Inició su carrera periodística como colaborador en El Noticiero Universal de Barcelona (donde coincidió con Arcadi Espada), en ABC de Madrid donde fue coordinador de información y columnista y periodista en Economist & Jurist. Tras un período trabajando en el Gobierno de José María Aznar, volvió a ejercer como periodista y se incorporó en 2001 a La Razón como subdirector en Cataluña. En febrero de 2008, siete años más tarde, fue nombrado director del periódico, sustituyendo a José Alejandro Vara, tras el paso de este último a la dirección de medios nacionales de Vocento.
Ha colaborado en programas de radio y televisión como Julia en la Onda (Onda Cero, 2010-2011), La linterna (Cadena COPE, 2010), La Mañana (Cadena COPE, 2010), El món a Rac 1 (Rac 1), 59 segundos (TVE, 2008-2012), El cascabel en 13TV, Es la mañana de Federico en esRadio, El debate de La 1 (TVE, desde 2012), Espejo Público (Antena 3), Las mañanas de RNE (RNE, desde 2013),  Al rojo vivo (2011-actualidad) y La Sexta Noche (2013-actualidad) en La Sexta, Más Madrid (2014-2015) de Telemadrid, La Brújula y Más de uno (2016- ) de Onda Cero.

### Carrera académica

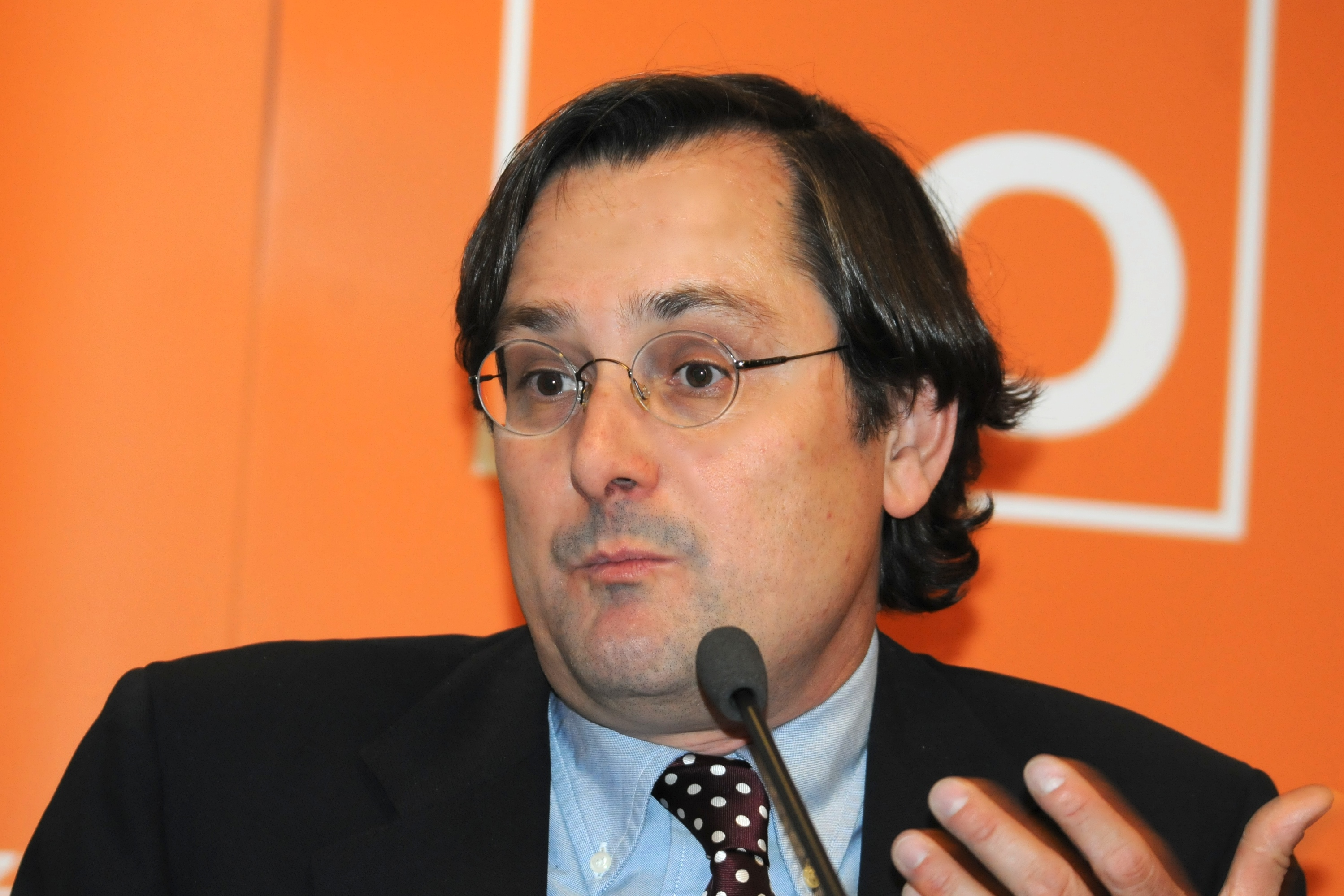
Francisco Marhuenda en los premios Hazte Oír de 2009

Desde 1993 ha ejercido como profesor asociado o contratado en distintas universidades españolas. Ha sido profesor de Comunicación y Derecho de la Información en la Universidad Abad Oliva CEU y profesor en la Licenciatura de Comunicación audiovisual en la Universidad Autónoma de Barcelona. En 2012, fue nombrado académico correspondiente de la Real Academia de Jurisprudencia y Legislación. También es académico correspondiente de la Real Academia de la Historia (2013). Desde 2018 es Profesor Titular de Historia del Derecho y de las Instituciones en la Universidad Rey Juan Carlos, donde también es responsable de la Cátedra de Historia de las Instituciones. Además, actualmente forma parte del Consejo Asesor como miembro electivo de la Universidad a Distancia de Madrid. En marzo de 2022 se incorporó como académico de número a la Real Academia de Doctores de España (medalla 22, sección de Humanidades) con un discurso titulado La libertad de prensa: de la Restauración a la Actualidad (1874-2022).

### Político
Fue secretario general del Club Liberal de Barcelona. Formó parte del Comité Ejecutivo de las Juventudes de UCD. También fue presidente de la Cámara Joven de Barcelona y de la Federación de Cámaras Jóvenes de Cataluña. En 1995 se afilió al Partido Popular y resultó elegido diputado de este partido en el Parlamento de Cataluña el 19 de noviembre de ese mismo año. El 10 de mayo de 1996, cuando el PP ganó las elecciones generales, el Consejo de Ministros lo nombró director del gabinete del ministro de Administraciones Públicas, bajo las órdenes del que, años después, sería presidente del Gobierno: Mariano Rajoy. Continuó en el mismo cargo junto a Rajoy cuando éste, en 1999, fue nombrado ministro de Educación y Cultura. Cuando Rajoy era ministro de la Presidencia, Marhuenda fue nombrado, el 5 de mayo de 2000, director general de Relaciones con las Cortes en dicho Departamento. Ejerció el cargo durante algo menos de un año y abandonó la carrera política en 2001.

## Obras publicadas
Francisco Marhuenda es autor de los siguientes libros:
- Historia político constitucional de España. Universitas, 2015.
- La enfermedad infantil de la izquierda española. Península, colección Atalaya, 2015.
- Fundamentos de Derecho Constitucional. Dykinson, 2016.

Y coautor en las siguientes obras colectivas:
- El constitucionalismo frustrado. Proyectos españoles de 1834 a 1976. Dykinson, 2014.
- Concordatos españoles. Agencia Estatal Boletín Oficial del Estado, 2021.

## Polémicas
En 1997 fue acusado de defender a Javier de la Rosa desde las páginas del diario ABC.
En octubre de 1999 vendió un fondo documental de la empresa Estrategias, Asesoramiento y Comunicación, SL de la cual supuestamente era titular, al Instituto Ramón Carande, de la Universidad Rey Juan Carlos, dependiente del Departamento de Educación Comunidad de Madrid por 18,5 millones de pesetas, llegando a cobrar del mismo centro por otros conceptos hasta 32 millones de pesetas entre 1999 y 2000, hecho que fue denunciado por el PSOE de Madrid en abril de 2001 por incumplimiento de la Ley de Incompatibilidades. Poco después dejó la política y fue nombrado director en Cataluña del diario La Razón. En 2008 fue nombrado director a nivel nacional.
Entre 2002 y 2006 fue miembro del consejo de administración de Eurobank, entidad que quebró en 2002 y fue intervenida por el Banco de España, al mismo tiempo que su antiguo presidente, Eduardo Pascual Arxé, era detenido en marzo de 2013 bajo la acusación de apropiación indebida y estafa por orden de la jueza Mercedes Alaya. Aun imputado en este sumario por presunta corrupción, queda a la espera de juicio que actualmente instruye el titular del enjuiciado número 5 de la Audiencia Nacional, Pablo Ruz.
En mayo de 2014 fue imputado por haber publicado La Razón las fotos del DNI de veintidós jueces catalanes que firmaron un manifiesto a favor de una consulta sobre la independencia de Cataluña.
El 19 de abril del 2017 fue nuevamente investigado en relación con la Operación Lezo por supuestos delitos de coacción, intimidación y pertenencia a organización criminal. Una semana después fue desimputado de tales hechos.